# جوستافو تشابيلا
جوستافو تشابيلا (مواليد 8 سبتمبر 1946) هو مبارز بالسيف مكسيكي، مثّل بلاده في الألعاب الأولمبية الصيفية 1968.

## روابط رياضية
جوستافو تشابيلا على موقع أوليمبيديا (الإنجليزية)